# آزاد چون یک پرنده
" آزاد چون یک پرنده(به انگلیسی:free as a bird) " آهنگی است که توسط جان لنون و به عنوان یک آهنگ آزمایشی در منزلش در سال ۱۹۷۷ ضبط گردید و در سال ۱۹۹۶ اعضای گروه راک بیتلز یعنی پل مک‌کارتنی,رینگو استار و جرج هریسون نسخه استودیویی از این تک‌ آهنگ را ضبط کردند و ۲۵ سال بعد از منحل شدن بیتلز منتشر کردند.این تک‌آهنگ تنها بخشی از آلبوم گردآوری‌شده ای به نام مجموعه یک است که آهنگ‌های این گروه را گرد آوری کرده.در پروژهٔ مجموعه یک مک کارتنی از زن بیوه جان لنون یعنی یوکو اونو تقاضا کرد تا نسخه پخش نشده آهنگ را در اختیار سه عضو باقی مانده بیتلز قرار دهد و سپس آنها این تک‌آهنگ را کامل و ویرایش کردند.«آزاد چون یک پرنده» برنده یک جایزه گرمی اجرای پاپ شد و سی و چهارمین آهنگ بیتلز شد که موفق به قرار گرفتن در بین ده تک‌آهنگ برتر آمریکا شد.آهنگ موجب شد تا گروه در چهار دهه مختلف (1960، 1970، 1980، و 1990) در جدول ۴۰ آهنگ موفق نماینده ای داشته باشد.

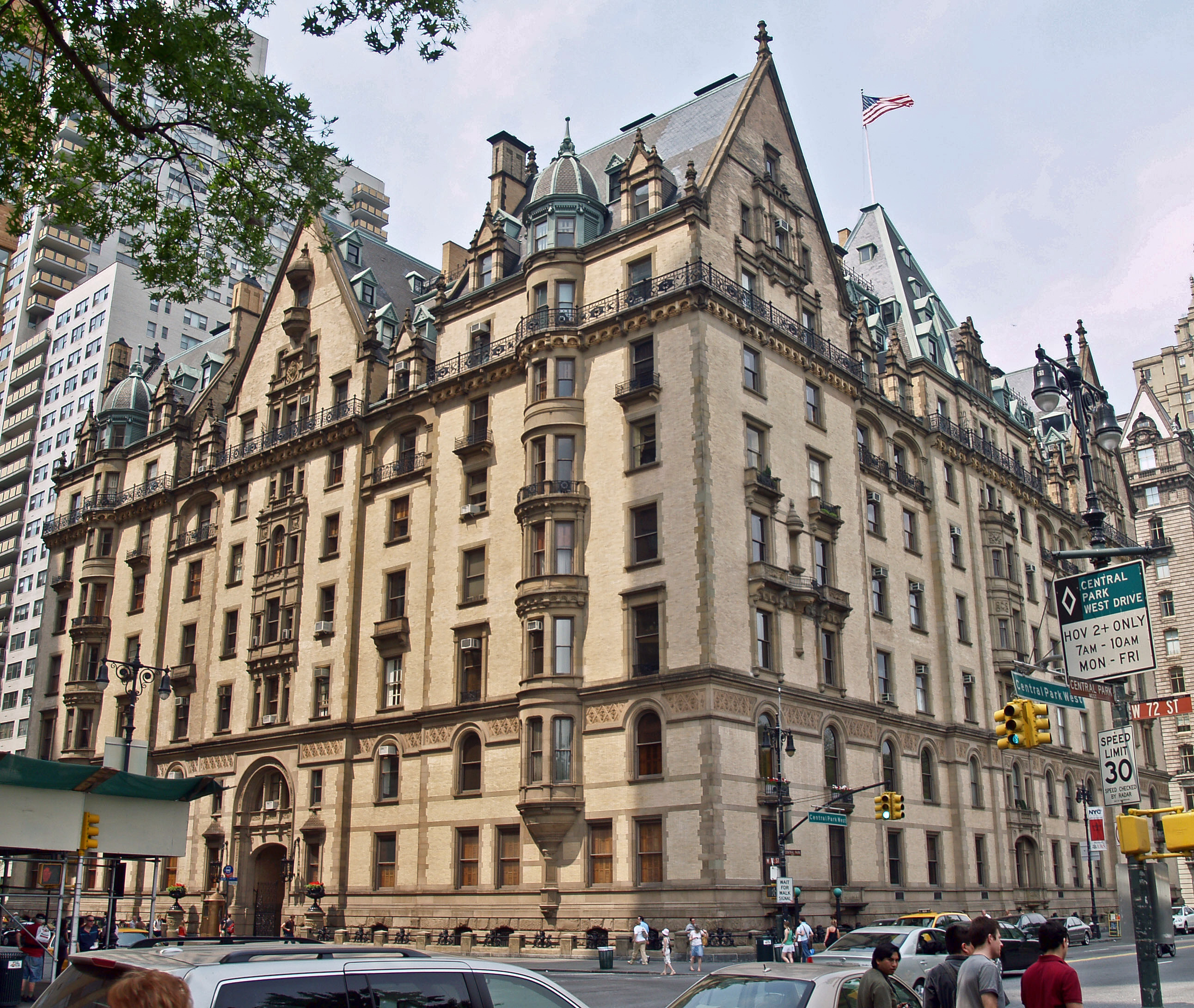
ساختمان داکوتا, جایی که لنون زندگی می کرد و جایی که نمونه اولیه «آزاد چون یک پرنده» را بر روی نوار کاست ضبط کرد.

## نقش‌ها
جان لنون:لید وکال،پیانو
پل مک‌کارتنی:لید وکال و خواننده پشت،اکوستیک گیتار،پیانو،الکتریک باس
جرج هریسون:لید وکال و خواننده پشت،اکوستیک،اسلاید و لید گیتاروپرشین
رینگو استار:درامز و سازهای کوپه‌ای